# NGC 362
NGC 362 ist die Bezeichnung für einen galaktischen Kugelsternhaufen im Sternbild Tukan am Südsternhimmel. Er liegt von der Erde aus gesehen im Vordergrund des Außenbereichs der kleinen Magellanschen Wolke und ist etwa 27.000 Lichtjahre von der Sonne entfernt. NGC 362 hat eine scheinbare Helligkeit von +6,40 mag und ihr Kernradius beträgt 0,17 Bogenminuten.
Das Objekt wurde am 1. August 1826 vom schottischen Astronomen James Dunlop entdeckt.

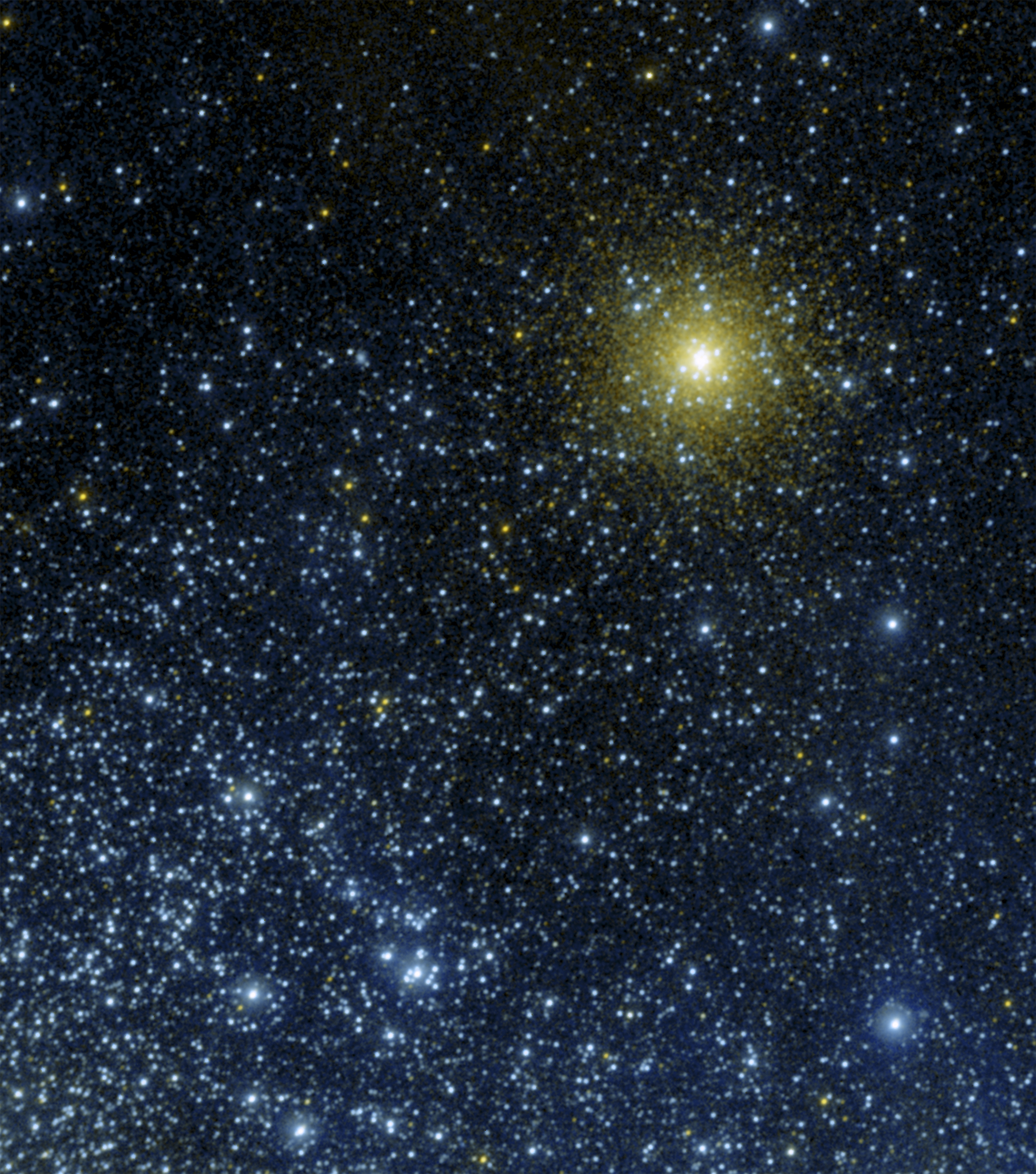
Der Kugelsternhaufen NGC 362 (oben rechts, gelblich) aufgenommen von GALEX; links unten ist der Außenbereich (bläulich) der kleinen Magellanschen Wolke erkennbar